# Russische Badmintonföderationsmeisterschaft 2010
Die Russische Badmintonföderationsmeisterschaft 2010 wurde vom 11. bis zum 14. November 2010 im Sportpalast Borisoglebsky in Ramenskoje ausgetragen. Sieger wurde das Team aus Moskau.

## Endstand
- 1. Moskau
- 2. Region Primorje
- 3. Oblast Nischni Nowgorod
- 4. Oblast Moskau
- 5. Oblast Samara
- 6. Sankt Petersburg
- 7. Oblast Tscheljabinsk
- 8. Oblast Saratow
- 9. Region Perm